# Schubstreben-Fall
Der Schubstreben-Fall ist auf ein Urteil zurückzuführen, das am 17. Oktober 1967 vom 6. Zivilsenat des BGH gefasst wurde (Az. VI ZR 70/66, Fundstelle: NJW 1968, 247).
Nach § 831 BGB musste ein Zuliefer-Unternehmen für die Folgen eines Kraftwagenunfalls, der durch Bruch einer dem Kraftwagen-Hersteller gelieferten und von ihm eingebauten schadhaften Schubstrebe entstanden war, haften.
Der Zulieferer konnte sich nicht exkulpieren, er hatte keinen Beweis, dass er seine mit der Herstellung und Überprüfung des Werkstücks betrauten Arbeiter oder Angestellten mit der erforderlichen Sorgfalt ausgesucht, angeleitet und beaufsichtigt hat.